# Omar Makram
Omar Makram ibn Husayn al-Asyūṭī (in arabo عمر مكرم افندى الأسيوطى‎?, ʿUmar Makram b. Ḥusayn al-Asyūṭī; Asyūṭ, 1750 – 1822) è stato un politico egiziano di estrazione popolare, ma pur sempre discendente di Maometto.

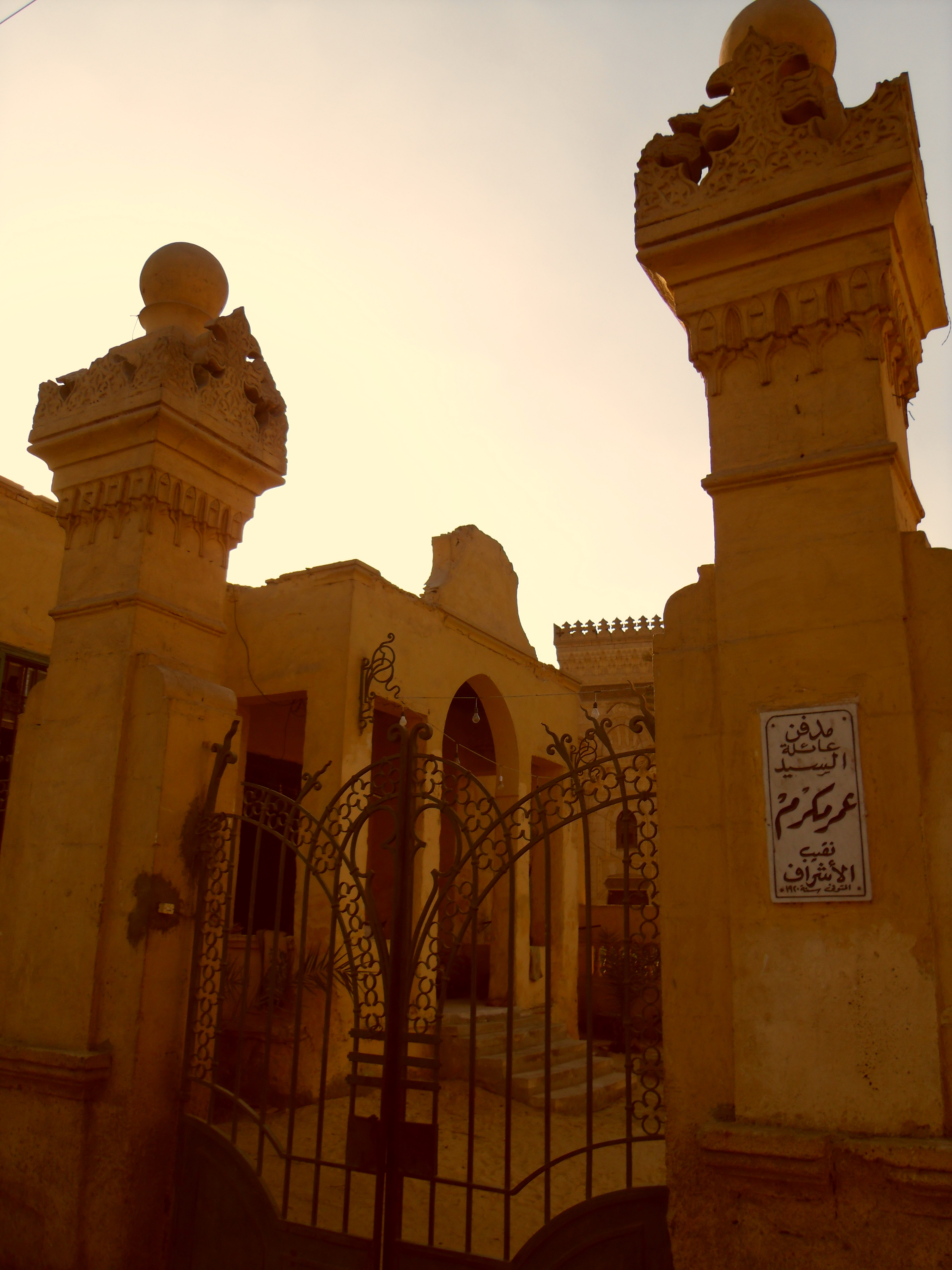
Tomb of Omar Makram. El-Megawreen Necropolis© Fouad Gehad Marei (2009)

Nato ad Asyūṭ, studiò nell'Università-moschea di al-Azhar al Cairo. Naqīb al-Ashrāf nel 1793, si oppose ai francesi di Napoleone (giunto in Egitto per condurvi la sua famosa Campagna del 1798-1799) in quella che viene definita "Seconda rivoluzione del Cairo" e nella Spedizione di Alessandria del 1807.
Svolse un ruolo importante sotto Mehmet Ali che lo destinò a Damietta il 9 agosto del 1809. Qui restò quattro anni, prima di essere trasferito a Tanta.
Una sua statua si erge al Cairo a Midan al-Tahrir, nella grande rotonda centrale.